# Leonardo Zamora (Fußballspieler, 1975)
Leonardo Harum Zamora Amaro (* 14. Dezember 1975 in San Felipe) ist ein ehemaliger chilenisch-palästinensischer Fußballspieler und -trainer. Der Torwart bestritt sieben Länderspiele für die Nationalmannschaft und wurde auf Vereinsebene mit Universidad de Chile 1995 chilenischer Meister.

## Karriere

### Verein
Leonardo Zamora begann seine Profikarriere 1994 bei Universidad de Chile, wo er bereits in der Jugend gespielt hatte. Sein Debüt in der Primera División gab er allerdings erst 1996. Zuvor war er als Ersatztorhüter auf der Bank gewesen. Es folgten Stationen bei Deportes Temuco und CD Everton, das mit Zamora 2000 in die Primera B abgestiegen war. In den USA lief er anschließend für Utah Blitzz auf, das nach der Gründung von Real Salt Lake aufgelöst wurde. Er kehrte nach Chile zurück und spielte erst drei Jahre für Ñublense sowie 2010 bei Rangers de Talca. 2010 wechselte Zamora nach Ägypten zum Smouha SC. Aufgrund der Revolution im Land kam er für sein Karriereende 2011 nach Chile zu Curicó Unido zurück.

### Nationalmannschaft
Zamora entschied sich für die palästinensische Nationalmannschaft und kam in allen sechs Spielen der Qualifikation zur Asienmeisterschaft 2004 zum Einsatz. Palästina schied in der Hauptqualifikation aus. Sein letztes Länderspiel absolvierte Zamora im Juni 2004 beim Qualifikationsspiel zur Weltmeisterschaft 2006 gegen Usbekistan.

### Trainer
Zamora begann nach seiner aktiven Laufbahn als Assistenztrainer von Mario Salas 2011 beim AC Barnechea. Er war auch danach bei der chilenischen U20-Nationalmannschaft, dem CD Huachipato und Universidad Católica im Trainerteam von Salas. Nach dessen Wechsel Ende 2017 nach Peru zu Sporting Cristal blieb Zamora in Chile und nahm den Cheftrainerposten bei seinem früheren Klub Rangers de Talca an. Im Juli 2018 wurde er wegen schlechter Resultate sowie dem schlechten Verhältnis zu den Fans entlassen. In der Saison 2020 trainierte Zamora den AC Barnechea, allerdings wurde sein Vertrag am Saisonende nicht verlängert.

### Erfolge
Universidad de Chile
- Chilenischer Meister: 1995